# Douqing
Douqing (kinesiska: 陡箐, 陡箐苗族彝族乡) är en socken i Kina. Den ligger i provinsen Guizhou, i den sydvästra delen av landet, omkring 150 kilometer väster om provinshuvudstaden Guiyang.